# L'ivresse du pouvoir

L'ivresse du pouvoir, (título em português: A Comédia do Poder), é um filme de 2006, dirigido por Claude Chabrol. Lançado pela Imagem Filmes.

## Sinopse
O filme aborda com sarcasmo um tema comum do cotidiano de muitos países: a corrupção. Isabelle Huppert vive uma procuradora de justiça implacável com os corruptos. Seu novo alvo é um empresário envolvido com golpes financeiros. Mas quanto mais se aperta o cerco (sua dedicação acaba arruinando sua vida pessoal), mais ela se enreda na complexa estrutura de poder que facilita as falcatruas.